# Altezza illustrissima
L'appellativo di sua altezza illustrissima (acronimo: S.A.Ill.) è il trattamento spettante a molti membri dell'aristocrazia europea, ed è la traduzione del tedesco Erlaucht, impiegato per i cadetti di alcune famiglie comitali o principesche mediatizzate.
Per alcuni vale come corrispettivo del russo ssiatelstvo, riservato ai membri di alcune famiglie principesche (talvolta tradotto come altezza serenissima).